# Ірпінський провулок
Ірпі́нський прову́лок — зниклий провулок, що існував у Ленінградському районі (нині — територія Святошинського району) міста Києва, місцевість Академмістечко. Пролягав від Північного провулку до вулиці Академіка Доброхотова.
Прилучалися вулиці Ірпінська та Радгоспна (нині Василя Стуса) та Першотравнева.

## Історія
Провулок виник у 1-й половині XX століття під назвою (2-й) Базарний (від Святошинської базарної площі, розташованої неподалік). Назву Ірпінський провулок набув 1955 року.
Ліквідований наприкінці 1980-х років у зв'язку з частковим знесенням старої забудови  та будівництва багатоповерхових будинків.